# Punkt Lanza

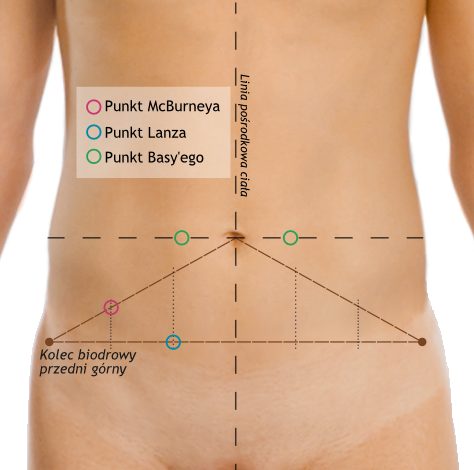
Położenie punktu Lanza (oraz innych punktów orientacyjnych)

Punkt Lanza – orientacyjny punkt na skórze brzucha odpowiadający położeniu wyrostka robaczkowego w jamie brzusznej. Leży on na linii łączącej kolce biodrowe przednie górne, w jednej trzeciej odległości między nimi, po stronie prawej. Jest on bardziej miarodajny niż punkt McBurneya i znajduje się nieco poniżej niego.
Nazwa eponimiczna upamiętnia szwajcarskiego chirurga Ottona Lanza, który go wyznaczył w 1908 roku.